# Walerij Komarow
Walerij Walierjewicz Komarow (ros. Валерий Валерьевич Комаров; ur. 21 marca 1980 w Dubnie) – rosyjski siatkarz, grający na pozycji libero.

## Sukcesy klubowe
Mistrzostwo Rosji:
- 2003, 2018
- 2001, 2006

Puchar Rosji:
- 2002, 2010[2]

Puchar CEV:
- 2006
- 2003

Liga Mistrzów:
- 2004

## Sukcesy reprezentacyjne
Mistrzostwa Świata Kadetów:
- 1999

Liga Światowa:
- 2010